# 일산소방서
일산소방서(一山消防署, Ilsan Fire Station)는 경기도 고양시 일산동구, 일산서구를 관할하는 경기도 북부소방재난본부 산하의 소방서이다.
소방서장은 소방정으로 보한다.

## 조직
| - 소방행정과 - 소방행정팀 - 회계장비팀 | - 재난예방과 - 예방대책팀 - 생활안전팀 - 소방민원팀 | - 재난대응과 - 대응전략팀 - 구조팀 - 구급팀 | - 소방안전특별점검단 - 화재안전조사팀 - 소방사법팀 | - 현장지휘단 - 지휘조사팀(1,2,3) |

## 관할센터 및 관할구역
일산소방서는 8개의 119안전센터와 1개의 구조대, 1개의 구급대를 산하에 두고 있다.
| 명칭            | 주소                   | 관할구역                                          |
| --------------- | ---------------------- | ------------------------------------------------- |
| 장항119안전센터 | 일산동구 중앙로 1325   | 일산동구 장항2동, 마두1·2동, 정발산동             |
| 주엽119안전센터 | 일산서구 주화로 82     | 일산서구 주엽1·2동, 일산3동                       |
| 백석119안전센터 | 일산동구 장백로 78     | 일산동구 백석1·2동                                |
| 중산119안전센터 | 일산동구 중산로 218    | 일산동구 중산1·2동, 일산서구 일산1·2동, 탄현1·2동 |
| 고봉119안전센터 | 일산동구 성현로 429    | 일산동구 고봉동                                   |
| 대화119안전센터 | 일산서구 중앙로 1630   | 대화동, 가좌동, 덕이동                            |
| 풍동119안전센터 | 일산동구 숲속마을로 10 | 풍산동, 식사동                                    |
| 문화119안전센터 | 일산동구 태극로 7      | 장항1동, 송포동                                   |
| 119구조대       | 일산동구 일산로 424    | 고양시 일산동구, 일산서구                         |
| 119구급대       | 일산동구 중앙로 1325   | 고양시 일산동구, 일산서구                         |

## 같이 보기
- 대한민국 소방청
- 대한민국의 소방
- 소방관 계급